# Ozarba sagittifera
Ozarba sagittifera är en fjärilsart som beskrevs av George Francis Hampson 1898. Ozarba sagittifera ingår i släktet Ozarba och familjen nattflyn. Inga underarter finns listade i Catalogue of Life.